# Anatolij Michajłow
Anatolij Arkadjewicz Michajłow, ros. Анатолий Аркадьевич Михайлов (ur. 14 listopada 1936 w Leningradzie, zm. 13 czerwca 2022 w Petersburgu) – rosyjski lekkoatleta startujący w barwach ZSRR, płotkarz, medalista olimpijski z 1964 i mistrz Europy.
Rozpoczął karierę międzynarodową od startu na igrzyskach olimpijskich w 1956 w Melbourne, gdzie odpadł w eliminacjach biegu na 110 metrów przez płotki. Zdobył brązowy medal w tej konkurencji na mistrzostwach Europy w 1958 w Sztokholmie. Na igrzyskach olimpijskich w 1960 w Rzymie nie ukończył biegu półfinałowego na 110 m przez płotki.
Zwyciężył w tej konkurencji na mistrzostwach Europy w 1962 w Belgradzie. Zdobył brązowy medal na tym dystansie podczas igrzysk olimpijskich w 1964 w Tokio. Nie obronił tytułu na mistrzostwach Europy w 1966 w Budapeszcie, zajmując w finale 4. miejsce. Na europejskich igrzyskach halowych w 1967 w Pradze zdobył brązowy medal w biegu na 50 metrów przez płotki.
Był mistrzem uniwersjady w sztafecie 4 × 100 metrów w 1961 w Sofii oraz w biegu na 110 metrów przez płotki w 1963 w Porto Alegre.
Michajłow kilkakrotnie poprawiał rekord ZSRR w biegu na 110 m przez płotki, doprowadzając go do wyniku 13,7 s (16 września 1959, Grozny).
Był wielokrotnym mistrzem ZSRR w biegu na 110 m przez płotki w latach 1957-1966 oraz w biegu na 200 metrów przez płotki w 1961, a także halowym mistrzem ZSRR na 110 m przez płotki w 1965.
Rekordy życiowe Michajłowa:
- bieg na 110 metrów przez płotki – 13,7 s (16 września 1959, Grozny, pomiar ręczny) i 13,78 s (18 października 1964, Tokio, pomiar elektroniczny)